# Eimskipsvöllurinn
Eimskipsvöllurinn – stadion piłkarski w Reykjavíku, w Islandii. Obiekt może pomieścić 2500 widzów. Swoje spotkania rozgrywają na nim piłkarze klubu Þróttur, a w przeszłości występowali na nim również piłkarze drużyny KV. Obiekt znajduje się w pobliżu stadionu narodowego, a także dawnego obiektu zespołu Þróttur, Valbjarnarvöllur.